# Renzo Rinaldi
Renzo „Enzo“ Rinaldi (* 8. März 1941 in Viareggio, Toskana; † 20. Februar 2004 in Rom, Latium) war ein italienischer Schauspieler.

## Leben
Rinaldi wurde am 8. März 1941 in Viareggio in der Toskana geboren. Er debütierte in den frühen 1970er Jahren als Schauspieler in einer Reihe von Decamerotici-Filmen. 1982 spielte er eine Nebenrolle im Skandalfilm Liebeskonzil. Er wirkte in größeren Rollen in Erotikflimen des Regisseurs Tinto Brass 1991 in Paprika – Ein Leben für die Liebe und 1992 in Eine unmoralische Frau mit. Des Weiteren übernahm er Episodenrollen in verschiedenen Fernsehserien und überwiegend Nebenrollen in Fernseh- und Spielfilmproduktionen. Er verstarb am 20. Februar 2004 in Rom an den Folgen eines Herzinfarkts.

## Filmografie
- 1972: Decamerone – Abenteuer der Wollust (Decameron n. 2… Le altre novelle del Boccaccio…)
- 1972: Il sindacalista
- 1972: Le notti peccaminose di Pietro l'Aretino
- 1972: Beffe, licenzie et amori del Decamerone segreto
- 1972: …E si salvò solo l'aretino Pietro con una mano avanti e l'altra dietro
- 1973: La padrina
- 1973: I racconti di Viterbury - Le più allegre storie del '300
- 1973: Fra' Tazio da Velletri
- 1974: La sbandata
- 1975: Cagliostro – Im Schatten des Todes (Cagliostro)
- 1975: Quant'è bella la Bernarda, tutta nera, tutta calda
- 1976: Müssen Männer schön sein? (40 gradi sotto il lenzuolo)
- 1976: I ragazzi della Roma violenta
- 1977: Im Dienste eines Monsters (Il mostro)
- 1977: Killer Imperium (Ritornano quelli della calibro 38)
- 1978: I problemi di Don Isidro (Fernsehserie, Episode 1x01)
- 1979: Teenager-Liebe (John Travolto... da un insolito destino)
- 1979: Der Typ mit dem goldenen Fifi (La parte più appetitosa del maschio)
- 1979: Eine total verrückte Kompanie (Riavanti… Marsch!)
- 1979: Ciao nì!
- 1980: Quattro grandi giornalisti (Mini-Serie, Episode 1x02)
- 1980: Fantozzi contro tutti
- 1980: Meine Frau ist eine Hexe (Mia moglie è una strega)
- 1980: Bionda fragola
- 1980: Una vacanza bestiale
- 1980: Il ficcanaso
- 1981: Vita di Antonio Gramsci (Mini-Serie, Episode 1x03)
- 1981: Fracchia la belva umana
- 1981: Die tolldreisten Streiche des Marchese del Grillo (Il marchese del Grillo)
- 1981: Quell'antico amore (Mini-Serie, 2 Episoden)
- 1982: Delitto di stato (Mini-Serie, 2 Episoden)
- 1982: Liebeskonzil
- 1982: Inverno al mare (Mini-Serie, 2 Episoden)
- 1982: Sogni mostruosamente proibiti
- 1982: Dio li fa poi li accoppia
- 1983: Dieci registi italiani, dieci racconti italiani (Fernsehserie, Episode 1x02)
- 1983: Un marziano a Roma
- 1984: I racconti del maresciallo (Fernsehserie, Episode 1x02)
- 1985: Un uomo in trappola (Mini-Serie, 4 Episoden)
- 1985: Alta Società: Rigatoni Barilla (Kurzfilm)
- 1985: Aeroporto internazionale (Fernsehserie)
- 1987: Sorry, Sherlock Holmes (Investigatori d'Italia) (Fernsehserie, Episode 1x09)
- 1988: Diciottanni – Versilia 1966 (Fernsehserie, Episode 1x04)
- 1989: Ad un passo dall'aurora
- 1990: Ottobre rosa all'Arbat
- 1991: Paprika – Ein Leben für die Liebe (Paprika)
- 1992: Eine unmoralische Frau (Così fan tutte)
- 1992: Un inviato molto speciale (Fernsehserie, 2 Episoden)
- 1995: Voci notturne (Mini-Serie, 2 Episoden)
- 1996: Le Retour d'Arsène Lupin (Fernsehserie, Episode 2x07)
- 1996: L'arcano incantatore
- 1996: Festival
- 1997: Marquise – Gefährliche Intrige (Marquise)
- 1997: A spasso nel tempo – L'avventura continua
- 1998: Il mastino (Fernsehserie, 2 Episoden)
- 1998: Professione fantasma (Fernsehserie, Episode 1x08)
- 1998: Il più lungo giorno
- 1999: Bagnomaria
- 1999: Tutti gli uomini del deficiente
- 2000: Un anno in campagna
- 2000: Giochi pericolosi (Fernsehfilm)
- 2001: I cavalieri che fecero l'impresa
- 2001: Gli occhi dell'amore (Fernsehfilm)
- 2002: Non ho l'età 2 (Fernsehfilm)
- 2003: Il quaderno della spesa